# Pomacentrus bellipictus
Pomacentrus bellipictus là một loài cá biển thuộc chi Pomacentrus trong họ Cá thia. Loài này được mô tả lần đầu tiên vào năm 2018.

## Từ nguyên
Từ định danh bellipictus được ghép bởi hai âm tiết trong tiếng Latinh, bellax ("hiếu chiến") và pictus ("được tô vẽ"), hàm ý đề cập đến tính hung hăng khi các thợ lặn tiếp cận chúng và những vệt xanh óng trên mặt của loài cá này.

## Phạm vi phân bố và môi trường sống
P. bellipictus hiện chỉ được biết đến tại một vùng biển ở huyện Kokas, tỉnh Tây Papua, nằm ở phía bắc của bán đảo Bomberai. P. bellipictus được tìm thấy gần những tảng đá và đá cuội ven bờ ở độ sâu khoảng 1–2 m.

## Mô tả
Chiều dài lớn nhất được ghi nhận ở P. bellipictus là 6,8 cm. Cơ thể của P. bellipictus có màu nâu sẫm, gần như đen với các vệt màu xanh lam ánh kim bao quanh miệng và dưới hốc mắt. Mống mắt màu xám sẫm với viền màu đồng quanh đồng tử. Cá con có đốm đen lớn viền xanh óng ở phía sau vây lưng.
Số gai ở vây lưng: 13–14 (ít khi 13); Số tia vây ở vây lưng: 12–14; Số gai ở vây hậu môn: 2; Số tia vây ở vây hậu môn: 12–15; Số gai ở vây bụng: 1; Số tia vây ở vây bụng: 5; Số gai ở vây ngực: 17–19.